# Critèrium del Dauphiné 2011
El Critèrium del Dauphiné 2011 és la 63a edició de la cursa ciclista Critèrium del Dauphiné. La cursa es disputà entre el 5 i el 12 de juny de 2011, amb un recorregut de 1.065,0 km repartits entre set etapes i un pròleg inicial. El punt de partida fou Saint-Jean-de-Maurienne i finalitzà una setmana més tard a La Toussuire. Aquesta era la quinzena prova de l'UCI World Tour 2011.
El vencedor final fou el britànic Bradley Wiggins (Team Sky), gràcies a una gran contrarellotge individual en la 3a etapa que li permeté obtenir una gran diferència respecte a la resta de competidors. El seguiren al podi l'australià Cadel Evans (BMC Racing Team) i el kazak Aleksandr Vinokúrov (Astana Qazaqstan Team). El català Joaquim Rodríguez (Team Katusha) guanyà les dues darreres etapes d'alta muntanya d'aquesta edició, la qual cosa li serví per obtenir els mallots dels punts i de la muntanya. El francès Jérôme Coppel (Saur-Sojasun) guanyà la classificació dels joves i l'Team Europcar la classificació per equips.

## Equips participants
Al Critèrium del Dauphiné, en tant que prova World Tour, hi prenen part els 18 equips ProTour. Quatre equips continentals professionals són convidats pels organitzadors el 13 de maig de 2011, tots ells francesos: Cofidis, Europcar, FDJ i Saur-Sojasun.
| Núm.    | Codi | Equip                 |
| ------- | ---- | --------------------- |
| 1-8     | RSH  | Team RadioShack       |
| 11-18   | AST  | Astana Qazaqstan Team |
| 21-28   | THR  | Team HTC-High Road    |
| 31-38   | OLO  | Omega Pharma-Lotto    |
| 41-48   | SAU  | Saur-Sojasun          |
| 51-58   | COF  | Cofidis               |
| 61-68   | ALM  | AG2R La Mondiale      |
| 71-78   | BMC  | BMC Racing Team       |
| 81-88   | RAB  | Rabobank ProTeam      |
| 91-98   | LIQ  | Liquigas-Cannondale   |
| 101-108 | EUS  | Euskaltel–Euskadi     |

| Núm.    | Codi | Equip                  |
| ------- | ---- | ---------------------- |
| 111-118 | GRM  | Garmin-Cervélo         |
| 121-128 | SKY  | Team Sky               |
| 131-138 | EUC  | Europcar               |
| 141-148 | KAT  | Team Katusha           |
| 151-158 | FDJ  | FDJ                    |
| 161-168 | MOV  | Movistar Team          |
| 171-178 | QST  | QuickStep Cycling Team |
| 181-188 | LEO  | Team Leopard-Trek      |
| 191-198 | SBS  | Saxo Bank-Sungard      |
| 201-208 | LAM  | Lampre-ISD             |
| 211-218 | VCD  | Vacansoleil-DCM        |

## Etapes
| Etapa    | Data       | Recorregut                                              | Km    | Vencedor d'etapa      | Líder de la general |
| -------- | ---------- | ------------------------------------------------------- | ----- | --------------------- | ------------------- |
| Pròleg   | 5 de juny  | Saint-Jean-de-Maurienne - Saint-Jean-de-Maurienne (CRI) | 5,5   | Lars Boom             | Lars Boom           |
| 1a etapa | 6 de juny  | Albertville - Saint-Pierre-de-Chartreuse                | 144   | Jurgen van den Broeck | Aleksandr Vinokúrov |
| 2a etapa | 7 de juny  | Voiron - Lió                                            | 179   | John Degenkolb        | Aleksandr Vinokúrov |
| 3a etapa | 8 de juny  | Grenoble - Grenoble (CRI)                               | 42,5  | Tony Martin           | Bradley Wiggins     |
| 4a etapa | 9 de juny  | La Motte-Servolex - Mâcon                               | 173,5 | John Degenkolb        | Bradley Wiggins     |
| 5a etapa | 10 de juny | Parc des Oiseaux-Villars-les-Dombes - Les Gets          | 210   | Christophe Kern       | Bradley Wiggins     |
| 6a etapa | 11 de juny | Les Gets - Le Collet d'Allevard                         | 192,5 | Joaquim Rodríguez     | Bradley Wiggins     |
| 7a etapa | 12 de juny | Pontcharra - La Toussuire                               | 117,5 | Joaquim Rodríguez     | Bradley Wiggins     |

## Resultat de les etapes

### Pròleg
5 de juny de 2011. Saint-Jean-de-Maurienne - Saint-Jean-de-Maurienne, 5,5 km (CRI).
Contrarellotge individual de 5,5 km pels carrers de Saint-Jean-de-Maurienne, amb una petita cota de 4a categoria (0,8 km al 5,0) al km 1.
La victòria i liderat és per a Lars Boom (Rabobank ProTeam), amb dos segons sobre Aleksandr Vinokúrov i cinc sobre Bradley Wiggins.
|    | Ciclista            | Equip                 | Temps  |
| -- | ------------------- | --------------------- | ------ |
| 1  | Lars Boom           | Rabobank ProTeam      | 6' 18" |
| 2  | Aleksandr Vinokúrov | Astana Qazaqstan Team | + 2"   |
| 3  | Bradley Wiggins     | Team Sky              | + 5"   |
| 4  | John Degenkolb      | Team HTC-High Road    | + 6"   |
| 5  | Blel Kadri          | AG2R La Mondiale      | + 8"   |
| 6  | Joost Posthuma      | Team Leopard-Trek     | + 9"   |
| 7  | Cadel Evans         | BMC Racing Team       | + 9"   |
| 8  | Christophe Riblon   | AG2R La Mondiale      | + 9"   |
| 9  | Cyril Lemoine       | Saur-Sojasun          | + 10"  |
| 10 | Jérôme Coppel       | Saur-Sojasun          | + 11"  |

|    | Ciclista            | Equip                 | Temps  |
| -- | ------------------- | --------------------- | ------ |
| 1  | Lars Boom           | Rabobank ProTeam      | 6' 18" |
| 2  | Aleksandr Vinokúrov | Astana Qazaqstan Team | + 2"   |
| 3  | Bradley Wiggins     | Team Sky              | + 5"   |
| 4  | John Degenkolb      | Team HTC-High Road    | + 6"   |
| 5  | Blel Kadri          | AG2R La Mondiale      | + 8"   |
| 6  | Joost Posthuma      | Team Leopard-Trek     | + 9"   |
| 7  | Cadel Evans         | BMC Racing Team       | + 9"   |
| 8  | Christophe Riblon   | AG2R La Mondiale      | + 9"   |
| 9  | Cyril Lemoine       | Saur-Sojasun          | + 10"  |
| 10 | Jérôme Coppel       | Saur-Sojasun          | + 11"  |

### 1a etapa
6 de juny de 2011. Albertville - Saint-Pierre-de-Chartreuse, 144 km.
Etapa curta i de mitja muntanya, amb una primera part força accidentada, en què els ciclistes hauran de superar dues petites cotes de quarta categoria, la Cota de Saint-André (0,8 km al 6,9%) al km 39 i la cota de la Bauche (2,9 km al 4,6%), al km 79. Entre ambdues hi ha la cota de Montagnole (3,2 km al 6,1%), al km 53.5. Tot seguit venen uns quilòmetres més suaus que duen els ciclistes fins a la darrera de les dificultats del dia, de segona categoria, on es troba la meta, a Saint-Pierre-de-Chartreuse, després de 7,4 km al 4,8%.
Diferents intents d'escapada protagonitzen els primers quilòmetres d'etapa, fins que al km 22 es forma l'escapada del dia formada per Sven Vandousselaere (Omega Pharma-Lotto), Leonardo Duque (Cofidis) i Vincent Jerome (Europcar). El trio va aconseguir agafar ràpidament diferències, sent de 6' al km 35.
El Rabobank ProTeam va agafar el control del gran grup per evitar que la diferència augmentés massa i aquesta va començar a reduir-se: 3' 30" a manca de 60 km i menys de 2' a 35 km de meta. A 20 km els escapats tenen disposen d'un minut. En aquest punt el BMC Racing Team, AG2R La Mondiale, Astana Qazaqstan Team i Team HTC-High Road passen a encapçalar el grup fins a absorbir els escapats a manca de 10 km.
A 7 km de la meta, en un gran grup molt estirat, Kanstantsín Siutsou (Team HTC-High Road) ataca, sent seguit per Jurgen van den Broeck (Omega Pharma-Lotto). Per darrere Thomas Voeckler (Europcar) arriba al grup capdavanter, però al cap de poc Siutsou es despenja i van den Broeck ataca, per arribar en solitari cap a la meta, a Saint-Pierre-de-Chartreuse, i aconseguir la seva primera victòria com a professional. Per darrere Joaquim Rodríguez (Team Katusha), ataca al pas pel darrer quilòmetre, però arribarà a 6" del vencedor d'etapa. Aleksandr Vinokúrov (Astana Qazaqstan Team), quart a l'etapa, es fa amb el mallot de líder i Jurgen van den Broeck amb el de la muntanya. Els grans perjudicats del dia foren Samuel Sánchez (Euskaltel–Euskadi), que va perdre 58"; Robert Gesink (Rabobank ProTeam) que arribà a 1' 31"; Tony Martin (Team HTC-High Road) a 2' 40" i Ivan Basso (Liquigas-Cannondale) a 3' 09".
|    | Ciclista              | Equip                 | Temps      |
| -- | --------------------- | --------------------- | ---------- |
| 1  | Jurgen Van den Broeck | Omega Pharma-Lotto    | 3h 36' 42" |
| 2  | Joaquim Rodríguez     | Team Katusha          | + 6"       |
| 3  | Cadel Evans           | BMC Racing Team       | + 7"       |
| 4  | Aleksandr Vinokúrov   | Astana Qazaqstan Team | + 7"       |
| 5  | Nicolas Roche         | AG2R La Mondiale      | + 7"       |
| 6  | Edvald Boasson Hagen  | Team Sky              | + 7"       |
| 7  | Thibaut Pinot         | FDJ                   | + 13"      |
| 8  | Rob Ruijgh            | Vacansoleil-DCM       | + 13"      |
| 9  | Thomas Voeckler       | Europcar              | + 15"      |
| 10 | Janez Brajkovič       | Team RadioShack       | + 15"      |

|    | Ciclista              | Equip                 | Temps      |
| -- | --------------------- | --------------------- | ---------- |
| 1  | Aleksandr Vinokúrov   | Astana Qazaqstan Team | 3h 43' 49" |
| 2  | Jurgen Van den Broeck | Omega Pharma-Lotto    | + 5"       |
| 3  | Cadel Evans           | BMC Racing Team       | + 7"       |
| 4  | Bradley Wiggins       | Team Sky              | + 11"      |
| 5  | Edvald Boasson Hagen  | Team Sky              | + 13"      |
| 6  | Nicolas Roche         | AG2R La Mondiale      | + 17"      |
| 7  | Janez Brajkovič       | Team RadioShack       | + 20"      |
| 8  | Joaquim Rodríguez     | Team Katusha          | + 23"      |
| 9  | Thibaut Pinot         | FDJ                   | + 24"      |
| 10 | Thomas Voeckler       | Europcar              | + 27"      |

### 2a etapa
7 de juny de 2011. Voiron - Lió, 179 km.
Etapa plana, amb sols quatre petites cotes de quarta categoria repartides per tota ella, però la darrera d'elles, la de la Croix-Rousse (1,4 km al 4,8%), és on està situada l'arribada.
Després de diversos intents infructuosos d'escapada només començar l'etapa, al km 10 Jurgen van de Walle (Omega Pharma-Lotto), Brice Feillu (Team Leopard-Trek) i Maarten Tjallingii (Rabobank ProTeam) formaran l'escapada del diat. Ràpidament augmenten la diferència, fins a estabiltizar-la al voltant dels 4'.
A 60 km per a l'arribada l'FDJ ajuda l'Astana Qazaqstan Team en les feines de neutralitzar l'escapada. Més endavant s'hi afegirà el Cofidis. Això farà que ràpidament la diferència disminueixi, i més encara quan el fort ritme imposat al capdavant del grup principal provocarà el trencament d'aquest. Bradley Wiggins (Team Sky), Cadel Evans (BMC Racing Team) i Tony Martin (Team HTC-High Road), queden relegats en un segon grup, mentre que pel davant l'Astana Qazaqstan Team, l'AG2R La Mondiale i el Garmin-Cervélo acceleren el ritme. A 15 km de l'arribada seran agafats Feillu i van de Walle, mentre que Tjallingii ho serà un km després. Finalement els dos grups s'uniran a manca de 8 km per a l'arribada.
En l'ascens fins a meta el primer a atacar és Marco Bandiera (QuickStep Cycling Team), però és ràpidament neutralitzat per un gran grup controlat pel Cofidis. A 500 m de l'arribada serà Thomas Voeckler (Europcar) el que acceleri, també sense sort. Samuel Dumoulin (Cofidis) és el primer a llençar l'esprint, però és superat per John Degenkolb (Team HTC-High Road). Entre els favorits Joaquim Rodríguez, Bradley Wiggins i Aleksandr Vinokúrov aconsegueixen uns pocs segons d'avantatge sobre la resta de favorits.
|    | Ciclista          | Equip              | Temps      |
| -- | ----------------- | ------------------ | ---------- |
| 1  | John Degenkolb    | Team HTC-High Road | 4h 02' 39" |
| 2  | Samuel Dumoulin   | Cofidis            | m. t.      |
| 3  | Sébastien Hinault | AG2R La Mondiale   | m. t.      |
| 4  | Paul Martens      | Rabobank ProTeam   | m. t.      |
| 5  | Joaquim Rodríguez | Team Katusha       | m. t.      |
| 6  | Thomas Voeckler   | Europcar           | m. t.      |
| 7  | Jelle Vanendert   | Omega Pharma-Lotto | m. t.      |
| 8  | Grega Bole        | Lampre-ISD         | m. t.      |
| 9  | Nicolas Roche     | AG2R La Mondiale   | m. t.      |
| 10 | Fabian Wegmann    | Team Leopard-Trek  | m. t.      |

|    | Ciclista                   | Equip                 | Temps      |
| -- | -------------------------- | --------------------- | ---------- |
| 1  | Aleksandr Vinokúrov        | Astana Qazaqstan Team | 7h 45' 48" |
| 2  | Jurgen van den Broeck      | Omega Pharma-Lotto    | + 11"      |
| 3  | Bradley Wiggins            | Team Sky              | + 11"      |
| 4  | Cadel Evans                | BMC Racing Team       | + 13"      |
| 5  | Nicolas Roche              | AG2R La Mondiale      | + 17"      |
| 6  | Joaquim Rodríguez          | Team Katusha          | + 23"      |
| 7  | Janez Brajkovič            | Team RadioShack       | + 26"      |
| 8  | Thomas Voeckler            | Europcar              | + 27"      |
| 9  | Rob Ruijgh                 | Vacansoleil-DCM       | + 29"      |
| 10 | Rui Alberto Faria da Costa | Movistar Team         | + 34"      |

### 3a etapa
8 de juny de 2011. Grenoble - Grenoble, 42,5 km (CRI).
Contrarellotge individual pels voltants de Grenoble. Tot i que no hi ha cap dificultat muntanyosa puntuable, l'etapa no és plana, ja que hi ha 350 metres de desnivell entre el punt més baix i el més alt de l'etapa.
Sota la pluja, Tony Martin (Team HTC-High Road) guanya la contrarellotge, en superar per 11" Bradley Wiggins, el qual es farà amb els mallots de líder i de la regularitat, i Edvald Boasson Hagen (Team Sky). A la general Wiggins supera Cadel Evans (BMC Racing Team) en 1' 11" i Janez Brajkovic (Team RadioShack) en 1' 21".
|    | Ciclista                   | Equip              | Temps    |
| -- | -------------------------- | ------------------ | -------- |
| 1  | Tony Martin                | Team HTC-High Road | 55' 28"  |
| 2  | Bradley Wiggins            | Team Sky           | + 11"    |
| 3  | Edvald Boasson Hagen       | Team Sky           | + 43"    |
| 4  | David Zabriskie            | Garmin-Cervélo     | + 58"    |
| 5  | Janez Brajkovic            | Team RadioShack    | + 1' 17" |
| 6  | Cadel Evans                | BMC Racing Team    | + 1' 20" |
| 7  | Geraint Thomas             | Team Sky           | + 1' 36" |
| 8  | Christophe Riblon          | AG2R La Mondiale   | + 1' 37" |
| 9  | Rein Taaramäe              | Cofidis            | + 1' 56" |
| 10 | Rui Alberto Faria da Costa | Movistar Team      | + 2' 00" |

|    | Ciclista                   | Equip                 | Temps      |
| -- | -------------------------- | --------------------- | ---------- |
| 1  | Bradley Wiggins            | Team Sky              | 8h 41' 37" |
| 2  | Cadel Evans                | BMC Racing Team       | + 1' 11"   |
| 3  | Janez Brajkovic            | Team RadioShack       | + 1' 21"   |
| 4  | Aleksandr Vinokúrov        | Astana Qazaqstan Team | + 1' 56"   |
| 5  | Rui Alberto Faria da Costa | Movistar Team         | + 2' 12"   |
| 6  | Geraint Thomas             | Team Sky              | + 2' 25"   |
| 7  | Jurgen van den Broeck      | Omega Pharma-Lotto    | + 2' 28"   |
| 8  | Christophe Riblon          | AG2R La Mondiale      | + 2' 45"   |
| 9  | Ben Hermans                | Team RadioShack       | + 2' 46"   |
| 10 | Jérôme Coppel              | Saur-Sojasun          | + 2' 52"   |

### 4a etapa
9 de juny de 2011. La Motte-Servolex - Mâcon, 173,5 km.
Etapa bàsicament plana, amb tres cotes puntuables. Sols la primera d'elles, el Coll de Chat (6,2 km al 6,7%) al km 13,5 d'etapa, de segona categoria és destacable. Les altres dues són de quarta categoria.
Al km 4, Jérémy Roy (FDJ) s'escaà, sent agafat al km 5,5 per Adriano Malori (Lampre-ISD). Bons rodadors, ràpidament augmenten les diferències fins a estabilitzar-se als voltants dels 4' a partir del km 69. A 60 per l'arribada el Garmin-Cervélo inicia la persecució, sent ajudats pel Team HTC-High Road. A 40 km per a l'arribada el duet capdavanter encara disposa de 3' 20", però a poc a poc veuran reduïdes les diferències, fins a ser agafats a manca de poc més de 2 km per a l'arribada. A l'esprint el vencedor torna a ser l'alemany John Degenkolb (Team HTC-High Road). No es produeix cap canvi significatiu a la general.
|    | Ciclista             | Equip                  | Temps      |
| -- | -------------------- | ---------------------- | ---------- |
| 1  | John Degenkolb       | Team HTC-High Road     | 4h 15' 41" |
| 2  | Edvald Boasson Hagen | Team Sky               | m. t.      |
| 3  | Juan José Haedo      | Saxo Bank-Sungard      | m. t.      |
| 4  | Tomas Vaitkus        | Astana Qazaqstan Team  | m. t.      |
| 5  | William Bonnet       | FDJ                    | m. t.      |
| 6  | Tyler Farrar         | Garmin-Slipstream      | m. t.      |
| 7  | Marco Bandiera       | QuickStep Cycling Team | m. t.      |
| 8  | Samuel Dumoulin      | Cofidis                | m. t.      |
| 9  | Pim Ligthart         | Vacansoleil-DCM        | m. t.      |
| 10 | Kenny Dehaes         | Omega Pharma-Lotto     | m. t.      |

|    | Ciclista                   | Equip                 | Temps       |
| -- | -------------------------- | --------------------- | ----------- |
| 1  | Bradley Wiggins            | Team Sky              | 12h 57' 18" |
| 2  | Cadel Evans                | BMC Racing Team       | + 1' 11"    |
| 3  | Janez Brajkovic            | Team RadioShack       | + 1' 21"    |
| 4  | Aleksandr Vinokúrov        | Astana Qazaqstan Team | + 1' 56"    |
| 5  | Rui Alberto Faria da Costa | Movistar Team         | + 2' 12"    |
| 6  | Geraint Thomas             | Team Sky              | + 2' 25"    |
| 7  | Jurgen van den Broeck      | Omega Pharma-Lotto    | + 2' 28"    |
| 8  | Christophe Riblon          | AG2R La Mondiale      | + 2' 45"    |
| 9  | Ben Hermans                | Team RadioShack       | + 2' 46"    |
| 10 | Jérôme Coppel              | Saur-Sojasun          | + 2' 52"    |

### 5a etapa
10 de juny de 2011. Parc des Oiseaux-Villars-les-Dombes - Les Gets, 173,5 km.
Etapa de mitja muntanya, amb un terreny molt irregular i tres ports de segona categoria puntuables: la cota de Corlier (6,4 km al 5,3%) al km 45,5; la cota de Mont des Princes (5,5 km al 7%), al km 109; i l'arribada final a Les Gets (10,7 km al 4,7%).
|    | Ciclista              | Equip                 | Temps      |
| -- | --------------------- | --------------------- | ---------- |
| 1  | Christophe Kern       | Europcar              | 5h 05' 03" |
| 2  | Chris Anker Sørensen  | Saxo Bank-Sungard     | + 7"       |
| 3  | Thomas Voeckler       | Europcar              | + 9"       |
| 4  | Joaquim Rodríguez     | Team Katusha          | m.t        |
| 5  | Aleksandr Vinokúrov   | Astana Qazaqstan Team | m.t        |
| 6  | Bradley Wiggins       | Team Sky              | m.t        |
| 7  | Thibaut Pinot         | FDJ                   | m.t        |
| 8  | Daniel Martin         | Garmin-Cervélo        | m.t        |
| 9  | Jurgen van den Broeck | Omega Pharma-Lotto    | m.t        |
| 10 | Ben Hermans           | Team RadioShack       | m.t        |

|    | Ciclista                   | Equip                 | Temps       |
| -- | -------------------------- | --------------------- | ----------- |
| 1  | Bradley Wiggins            | Team Sky              | 18h 02' 30" |
| 2  | Cadel Evans                | BMC Racing Team       | + 1' 11"    |
| 3  | Janez Brajkovic            | Team RadioShack       | + 1' 21"    |
| 4  | Aleksandr Vinokúrov        | Astana Qazaqstan Team | + 1' 56"    |
| 5  | Rui Alberto Faria da Costa | Movistar Team         | + 2' 22"    |
| 6  | Jurgen van den Broeck      | Omega Pharma-Lotto    | + 2' 28"    |
| 7  | Christophe Riblon          | AG2R La Mondiale      | + 2' 45"    |
| 8  | Ben Hermans                | Team RadioShack       | + 2' 46"    |
| 9  | Jérôme Coppel              | Saur-Sojasun          | + 2' 52"    |
| 10 | Kanstantsín Siutsou        | Team HTC-High Road    | + 2' 52"    |

### 6a etapa
11 de juny de 2011. Les Gets - Le Collet d'Allevard, 192,5 km.
Etapa d'alta muntanya, amb una dificultat creixent a mida discorre l'etapa. Fins a sis dificultats muntanyoses hauran de superar els ciclistes: la cota de Châtillon-sur-Cluses (2,1 km al 4,3%, km 10,5) i el Coll de Saint-Jean-de-Sixt (1,8 km al 5,2%, km 48) de 4a categoria; el coll d'Aravis (6,9 km al 5,8%, km 58), de segona categoria; el coll de Tamié (9,6 km al 4,1%, km 104,5), de 3a categoria; el coll de Grand Cucheron (16,2 km al 5%, km 153), de primera categoria; i l'arribada, a Le Collet d'Allevard, de categoria especial, després d'11,2 km al 8,4% de mitjana.
|    | Ciclista               | Equip                 | Temps      |
| -- | ---------------------- | --------------------- | ---------- |
| 1  | Joaquim Rodríguez      | Team Katusha          | 5h 12' 47" |
| 2  | Robert Gesink          | Rabobank ProTeam      | + 31"      |
| 3  | Jurgen van den Broeck  | Omega Pharma-Lotto    | + 39"      |
| 4  | Christophe Kern        | Europcar              | + 41"      |
| 5  | Aleksandr Vinokúrov    | Astana Qazaqstan Team | + 50"      |
| 6  | Bradley Wiggins        | Team Sky              | + 54"      |
| 7  | Chris Anker Sørensen   | Saxo Bank-Sungard     | + 1' 00"   |
| 8  | Jean-Christophe Péraud | AG2R La Mondiale      | + 1' 06"   |
| 9  | Cadel Evans            | BMC Racing Team       | + 1' 09"   |
| 10 | Thomas Voeckler        | Europcar              | + 1' 58"   |

|    | Ciclista               | Equip                 | Temps       |
| -- | ---------------------- | --------------------- | ----------- |
| 1  | Bradley Wiggins        | Team Sky              | 23h 16' 11" |
| 2  | Cadel Evans            | BMC Racing Team       | + 1' 26"    |
| 3  | Aleksandr Vinokúrov    | Astana Qazaqstan Team | + 1' 52"    |
| 4  | Jurgen van den Broeck  | Omega Pharma-Lotto    | + 2' 13"    |
| 5  | Christophe Kern        | Europcar              | + 2' 52"    |
| 6  | Joaquim Rodríguez      | Team Katusha          | + 3' 01"    |
| 7  | Jean-Christophe Péraud | AG2R La Mondiale      | + 3' 30"    |
| 8  | Kanstantsín Siutsou    | Team HTC-High Road    | + 4' 14"    |
| 9  | Janez Brajkovic        | Team RadioShack       | + 4' 22"    |
| 10 | Thomas Voeckler        | Europcar              | + 4' 27"    |

### 7a etapa
12 de juny de 2011. Pontcharra - La Toussuire, 117,5 km.
Etapa d'alta muntanya, amb sols dos ports de muntanya, però en la part final de l'etapa. Els 50 primers quilòmetres són completament plans, per a partir del km 53 començar la llarguíssima ascensió al coll de Glandon (22 km al 7%, km 78), de categoria especial, i sense descans, encadenar l'ascensió a La Toussuire (14,8% al 5,8%), de primera categoria.
|    | Ciclista              | Equip                 | Temps      |
| -- | --------------------- | --------------------- | ---------- |
| 1  | Joaquim Rodríguez     | Team Katusha          | 3h 24' 30" |
| 2  | Thibaut Pinot         | FDJ                   | + 7"       |
| 3  | Robert Gesink         | Rabobank ProTeam      | + 7"       |
| 4  | Jurgen van den Broeck | Omega Pharma-Lotto    | + 7"       |
| 5  | Aleksandr Vinokúrov   | Astana Qazaqstan Team | + 7"       |
| 6  | Chris Anker Sørensen  | Saxo Bank-Sungard     | + 10"      |
| 7  | Cadel Evans           | BMC Racing Team       | + 10"      |
| 8  | Kanstantsín Siutsou   | Team HTC-High Road    | + 10"      |
| 9  | Janez Brajkovic       | Team RadioShack       | + 10"      |
| 10 | Bradley Wiggins       | Team Sky              | + 10"      |

|    | Ciclista               | Equip                 | Temps       |
| -- | ---------------------- | --------------------- | ----------- |
| 1  | Bradley Wiggins        | Team Sky              | 26h 40' 51" |
| 2  | Cadel Evans            | BMC Racing Team       | + 1' 26"    |
| 3  | Aleksandr Vinokúrov    | Astana Qazaqstan Team | + 1' 49"    |
| 4  | Jurgen van den Broeck  | Omega Pharma-Lotto    | + 2' 10"    |
| 5  | Joaquim Rodríguez      | Team Katusha          | + 2' 51"    |
| 6  | Christophe Kern        | Europcar              | + 3' 05"    |
| 7  | Jean-Christophe Péraud | AG2R La Mondiale      | + 3' 30"    |
| 8  | Kanstantsín Siutsou    | Team HTC-High Road    | + 4' 14"    |
| 9  | Janez Brajkovic        | Team RadioShack       | + 4' 22"    |
| 10 | Thomas Voeckler        | Europcar              | + 4' 31"    |

## Classificacions finals

### Classificació general
|    | Ciclista               | Equip                 | Temps       |
| -- | ---------------------- | --------------------- | ----------- |
| 1  | Bradley Wiggins        | Team Sky              | 26h 40' 51" |
| 2  | Cadel Evans            | BMC Racing Team       | + 1' 26"    |
| 3  | Aleksandr Vinokúrov    | Astana Qazaqstan Team | + 1' 49"    |
| 4  | Jurgen van den Broeck  | Omega Pharma-Lotto    | + 2' 10"    |
| 5  | Joaquim Rodríguez      | Team Katusha          | + 2' 51"    |
| 6  | Christophe Kern        | Europcar              | + 3' 05"    |
| 7  | Jean-Christophe Péraud | AG2R La Mondiale      | + 3' 30"    |
| 8  | Kanstantsín Siutsou    | Team HTC-High Road    | + 4' 14"    |
| 9  | Janez Brajkovic        | Team RadioShack       | + 4' 22"    |
| 10 | Thomas Voeckler        | Europcar              | + 4' 31"    |

|   | Ciclista              | Equip                 | Punts |
| - | --------------------- | --------------------- | ----- |
| 1 | Joaquim Rodríguez     | Team Katusha          | 63    |
| 2 | Robert Gesink         | Rabobank ProTeam      | 53    |
| 3 | Jurgen van den Broeck | Omega Pharma-Lotto    | 49    |
| 4 | Leonardo Duque        | Cofidis               | 45    |
| 5 | Aleksandr Vinokúrov   | Astana Qazaqstan Team | 43    |

|   | Ciclista              | Equip                 | Punts |
| - | --------------------- | --------------------- | ----- |
| 1 | Joaquim Rodríguez     | Team Katusha          | 86    |
| 2 | Aleksandr Vinokúrov   | Astana Qazaqstan Team | 65    |
| 3 | Bradley Wiggins       | Team Sky              | 61    |
| 4 | Jurgen van den Broeck | Omega Pharma-Lotto    | 55    |
| 5 | Thomas Voeckler       | Europcar              | 48    |

|   | Ciclista       | Equip                 | Temps       |
| - | -------------- | --------------------- | ----------- |
| 1 | Jérôme Coppel  | Saur-Sojasun          | 26h 48' 04" |
| 2 | Rob Ruijgh     | Rabobank ProTeam      | + 1' 49"    |
| 3 | Andrei Zeits   | Astana Qazaqstan Team | + 4' 29"    |
| 4 | Thibaut Pinot  | FDJ                   | + 5' 41"    |
| 5 | Pierre Rolland | Team Europcar         | + 5' 55"    |

| # | Equip                 | Temps        |
| - | --------------------- | ------------ |
| 1 | Team Europcar         | 80h 22' 25"" |
| 2 | Astana Qazaqstan Team | + 10' 00"    |
| 3 | Ag2r-La Mondiale      | + 10' 19"    |
| 4 | Team HTC-High Road    | + 19' 38"    |
| 5 | Team RadioShack       | + 20' 16"    |

## Evolució de les classificacions
| Etapa (Vencedor)                 | Classificació general | Classificació per punts | Classificació de la muntanya | Classificació dels joves   | Classificació per equips |
| -------------------------------- | --------------------- | ----------------------- | ---------------------------- | -------------------------- | ------------------------ |
| Pròleg (Lars Boom)               | Lars Boom             | Lars Boom               | Sébastien Hinault            | John Degenkolb             | Rabobank ProTeam         |
| 1a etapa (Jurgen van den Broeck) | Aleksandr Vinokúrov   | Aleksandr Vinokúrov     | Jurgen van den Broeck        | Edvald Boasson Hagen       | Team Sky                 |
| 2a etapa (John Degenkolb)        | Aleksandr Vinokúrov   | Joaquim Rodríguez       | Jurgen van den Broeck        | Rob Ruijgh                 | Team Sky                 |
| 3a etapa (Tony Martin)           | Bradley Wiggins       | Bradley Wiggins         | Jurgen van den Broeck        | Rui Alberto Faria da Costa | Team Sky                 |
| 4a etapa (John Degenkolb)        | Bradley Wiggins       | John Degenkolb          | Leonardo Duque               | Rui Alberto Faria da Costa | Team Sky                 |
| 5a etapa (Christophe Kern)       | Bradley Wiggins       | John Degenkolb          | Leonardo Duque               | Rui Alberto Faria da Costa | AG2R La Mondiale         |
| 6a etapa (Joaquim Rodríguez)     | Bradley Wiggins       | Joaquim Rodríguez       | Leonardo Duque               | Jérôme Coppel              | AG2R La Mondiale         |
| 7a etapa (Joaquim Rodríguez)     | Bradley Wiggins       | Joaquim Rodríguez       | Joaquim Rodríguez            | Jérôme Coppel              | Team Europcar            |
| Classificacions finals           | Bradley Wiggins       | Joaquim Rodríguez       | Joaquim Rodríguez            | Jérôme Coppel              | Team Europcar            |